# آرامگاه خواجه مشهد

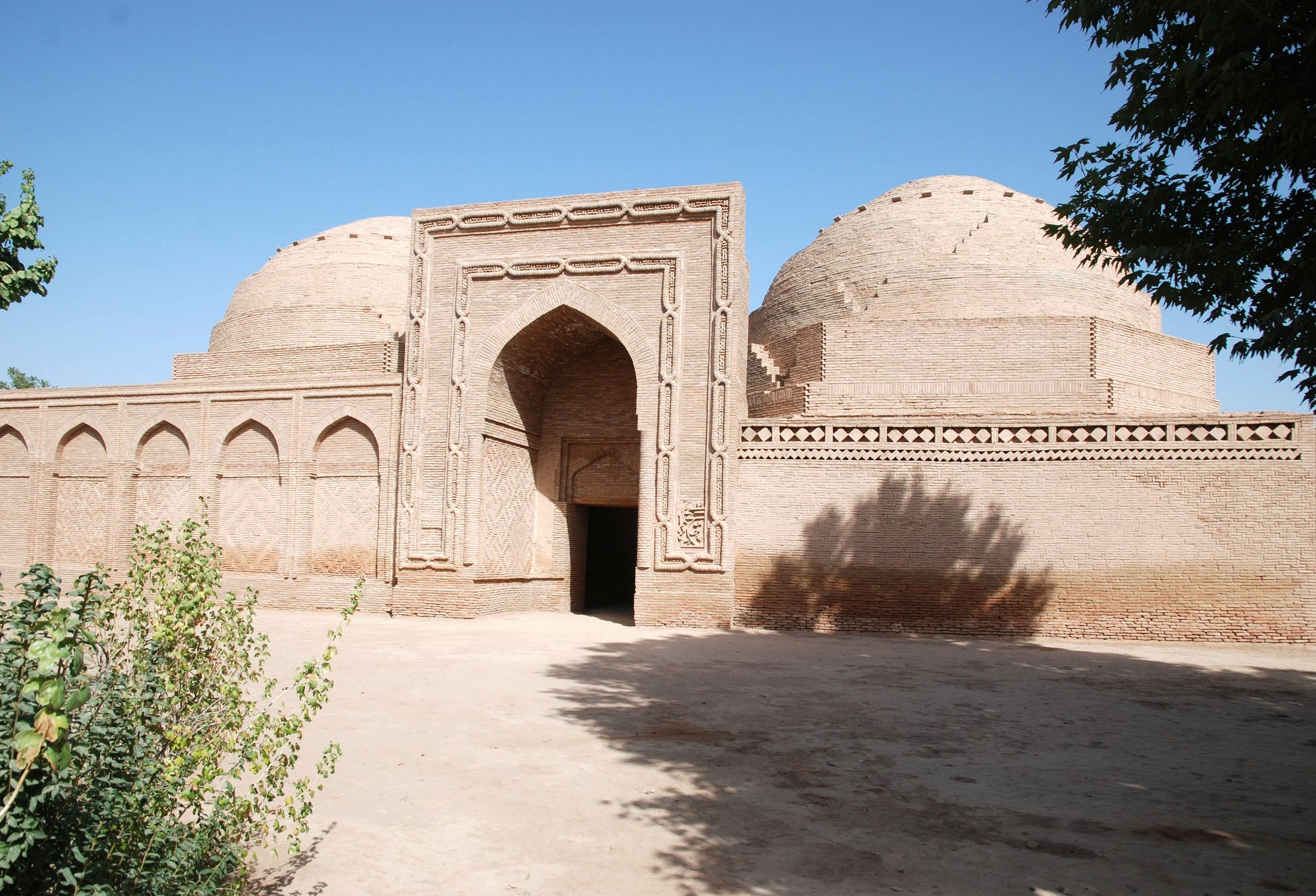
آرامگاه خواجه مشهد

آرامگاه خواجه مشهد (به انگلیسی: Khoja Mashkhad Mausoleum) یکی از مدارس پیش از دوره حکومت مغول در قرن‌های ۱۱ و ۱۲ است که تا امروز نگهداری می‌شده که ابعاد آن ۴۸ در ۶۸ متر است. مقبره‌ها، مساجد و ایوان در اطراف حیاط از شمال به جنوب وجود دارد. نمای جنوبی بنای تاریخی دارای دو برج مدور در گوشه ساختمان جام است. دو ساختمان بزرگ با ایوان قوسی در قسمت شمالی آن بنا شده، که با آجرهای سوخته ساخته شده‌اند و به عنوان آرامگاه خواجه مشهد شناخته می‌شود. شکننده بودن آجرهای خشتی دلیل تخریب بسیاری از بناهای تاریخی در تاجیکستان است. به همین دلیل بناهای ساخته شده از آجرهای سوخته از ارزش بالایی برخوردار هستند.